# Irapuato
Irapuato ist eine Stadt im mexikanischen Bundesstaat Guanajuato. Sie wurde 1547 gegründet und befindet sich 1724 Meter über dem Meeresspiegel. Ihr indigener Name stammt aus dem Taraskischen und bedeutet „sumpfiger Ort“. Irapuato ist der Verwaltungssitz des Municipio Irapuato.
In Irapuato entstand im 18. Jahrhundert eines der ersten Mädcheninternate Mexikos. Die Stadt ist heute ein bedeutendes Industrie- und Handelszentrum. Außerdem befindet sich Irapuato in einer bedeutenden landwirtschaftlichen Region. Die rund 380.000 Einwohner zählende Stadt ist wegen der in ihrer Region wachsenden Erdbeeren landesweit bekannt. So befindet sich auch im Wappen ihres sportlichen Aushängeschildes, des Fußballvereins CD Irapuato eine Erdbeere. Auch die Spitznamen des Vereins, „Freseros“ (Erdbeerburschen) und „Trinca Fresera“ (Erdbeerbande), spielen darauf an.

## Söhne und Töchter
- Rómulo Betancourt y Torres (1858–1901), Bischof von Campeche
- Francisco Merino Rábago (1920 (nach anderen Angaben: 1919)–1994), Politiker
- Samuel Ruiz García (1924–2011), Bischof von San Cristóbal de las Casas und Friedensaktivist
- Luis Felipe Gallardo Martín del Campo (* 1941), Ordensgeistlicher, Bischof von Veracruz
- Gabriel López Zapiain (1943–2018), Fußballspieler
- José Isidro Guerrero Macías (1951–2022), Bischof von Mexicali
- Silvia Navarro (* 1978), Fernsehschauspielerin
- Francia González (* 1986), Fußballschiedsrichterin
- Diana Pérez (* 1989), Fußballschiedsrichterin
- Carolina Miranda (* 1990), Schauspielerin
- Priscila Pérez (* 1992), Fußballschiedsrichterin